# Fudbalski Klub Horizont Turnovo
El FK Horizont Turnovo (en macedonio: ФК Хоризонт Турново) es un equipo de fútbol de Macedonia del Norte que juega en la Primera División de Macedonia del Norte, la liga de fútbol más importante del país.

## Historia
Fue fundado en 1950 en el pueblo de Turnovo, cerca de Strumica. En le año 2008 la empresa Horizont se convirtió en el patrocinador principal, cambiando el nombre del equipo por el de FK Horizont Turnovo.

## Palmarés
- Segunda Liga de Macedonia del Norte: 1

2007/08

## Participación en competiciones de la UEFA
| Temporada | Torneo             | Ronda            | Club               | Casa | Visita | Global      |
| --------- | ------------------ | ---------------- | ------------------ | ---- | ------ | ----------- |
| 2013–14   | UEFA Europa League | Clasificatoria 1 | Sūduva Marijampolė | 2–2  | 2–2    | 4–4 (5–4 p) |
| 2013–14   | UEFA Europa League | Clasificatoria 2 | Hajduk Split       | 1–1  | 1–2    | 2–3         |
| 2014–15   | UEFA Europa League | Clasificatoria 1 | Chikhura Sachkhere | 0–1  | 1–3    | 1–4         |

## Gerencia
| Puesto              | Nombre            | País                |
| ------------------- | ----------------- | ------------------- |
| Presidente          | Orce Todorov      | Macedonia del Norte |
| Director general    | Vančo Stojanov    | Macedonia del Norte |
| Director financiero | Vančo Stojanov    | Macedonia del Norte |
| Director de fútbol  | Šefki Arifovski   | Macedonia del Norte |
| Secretario          | Tomislav Timovski | Macedonia del Norte |
| Economista          | George Georgiev   | Macedonia del Norte |

## Jugadores destacados
| - Aleksandar Nikolov - Aleksandar Vasilev - Rock Itoua-Ndinga - Siniša Atanasovski - Saško Bajlozov - Toni Banduliev - Dejan Blaževski - Pepi Bozijanov - Mile Causev - Lazar Karakolev | - Nikolče Kleckaroski - Aleksandar Krstev - Ivica Lazarev - Saško Pandev - Tome Pandev - Vane Pandev - Ilče Pocev - Oliver Popčanovski - Borče Postolov - Nenad Serafimovski | - Goranco Stojanovski - Ilija Tancev - Aleksandar Tenekedziev - Blagoj Timov - Krste Todorov - Vladimir Tunevski - Uroš Marić - Dalibor Stojković - Dragan Georgiev |